# Почтамтский переулок (Санкт-Петербург)

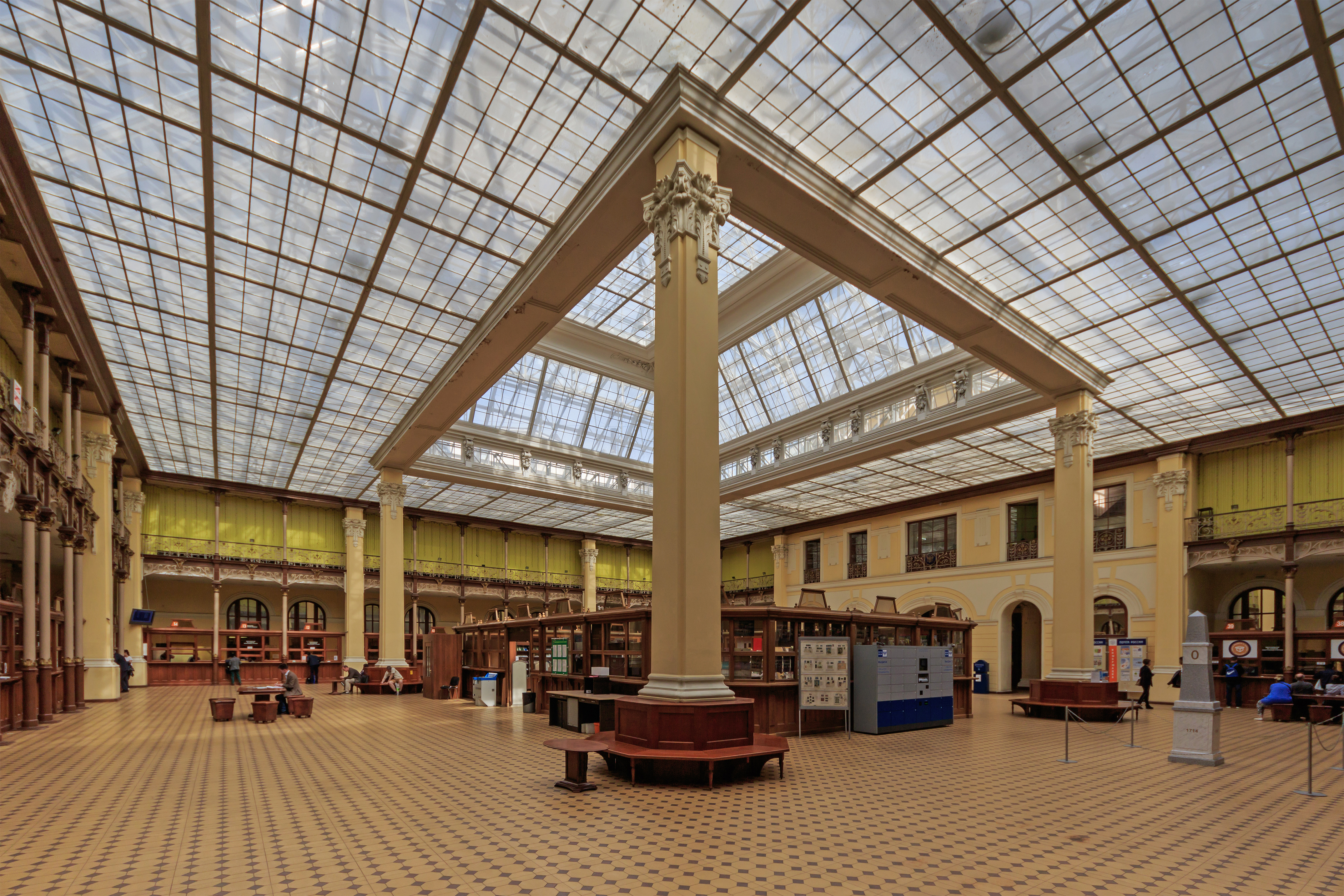
Почтамт, интерьер

Почта́мтский переулок — переулок в Адмиралтейском районе Санкт-Петербурга. Проходит от Конногвардейского бульвара до набережной реки Мойки.

## История названия
Первоначально с 1771 года назывался Выгрузной переулок (так как проезд вёл к выгрузной пристани на реке Мойке), затем с 1817 года — Почтовая улица (по находящемуся в переулке в доме 3 главному почтамту Российской империи).
Современное название Почтамтский переулок известно с 1821 года. С 10 марта 1923 года по 4 октября 1991 года именовался переулок Подбельского, в честь В. Н. Подбельского, участника Октябрьской революции 1917 года, наркома почт и телеграфов РСФСР.

## История
Возник в середине XVIII века.

## Достопримечательности
- Бывшие казармы лейб-гвардии Конного полка (дом 1)  памятник архитектуры (федеральный)  Объект культурного наследия № 7810034002№ 7810034002
- дом 2 — жилой дом Почтового ведомства (1875—1877, архитекторы А. Г. Вейденбаум, А. С. Эрбер)
- Почтамт Санкт-Петербурга, индекс 190000 (дом 3)  памятник архитектуры (федеральный)  Объект культурного наследия № 7810093000№ 7810093000
- Государственный музей истории религии (дом 5)  памятник архитектуры (вновь выявленный объект)
- Здание Министерства почт и телеграфов (Дворец Безбородко) (дом 4).  памятник архитектуры (федеральный)  Объект культурного наследия № 7810092001№ 7810092001
- Дворец культуры работников связи (дом 9)  памятник архитектуры (вновь выявленный объект)
- Фонарный мост